# Comoara din insulă
Comoara din insulă (titlul original în: engleză Treasure Island) este un roman de Robert Louis Stevenson, care relatează întâmplările prin care trec un băiat de cincisprezece ani, un grup de marinari și o bandă de pirați care încearcă să găsească o comoară. Prima apariție a romanului a fost în 1883, sub numele de The Sea-Cook. Influența operei în percepția populară este vastă, incluzând hărțile de comori cu un „X”, corăbii, peticul negru, insule tropicale și papagalii de pe umerii căpitanilor.
Comoara din insulă a fost inițial publicată în foileton în revista pentru copii Young Folks între 1881 și 1882, cu titlul The Sea Cook, sub pseudonimul „Căpitanul George North”. Cassell & Co au publicat prima ediție a cărții pe 14 noiembrie 1883.

## Istoria romanului
Robert Louis Stevenson avea 30 de ani când a început să scrie Comoara din insulă și cartea avea să fie primul său mare succes. Primele cincisprezece capitole au fost scrise la Braemar în 1881. Era o friguroasă și ploioasă zi de vară târzie iar Stevenson era cu familia în vacanță la țară. Tânărul Lloyd Osbourne, fiul vitreg al lui Stevenson își petrecuse întreaga zi pictând. Pentru a-l distra pe acesta, Stevenson a desenat o insulă pe o „hartă”, denumind-o „Insula comorii”, iar lângă aceasta a mai adăugat și o insulă mică, numind-o „Insula scheletelor”.

## Rezumat

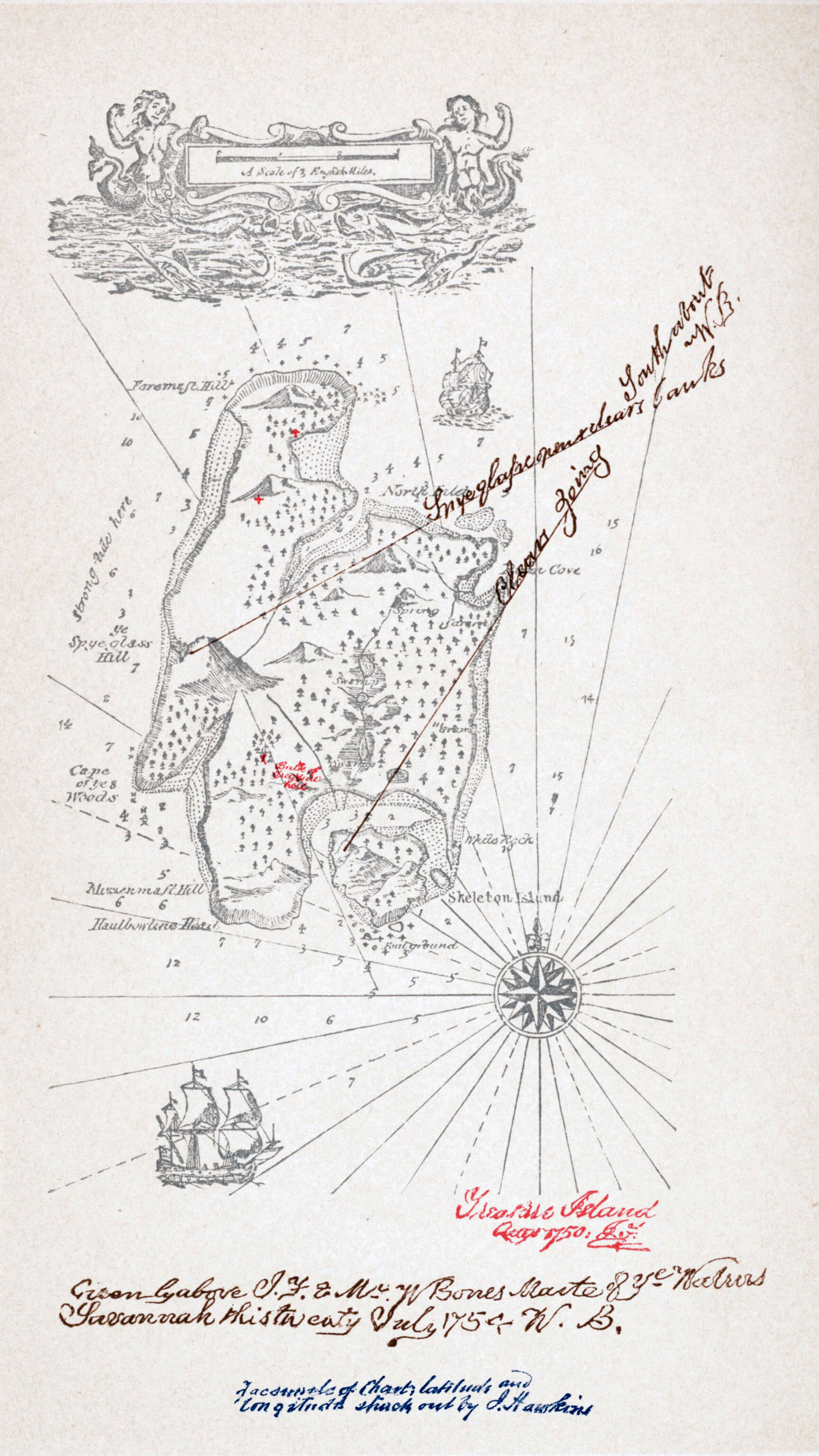
Harta insulei

Un lup de mare bețiv, care se auto-intitulează Căpitanul, pe numele lui adevărat Billy Bones, trage la hanul Amiralul Benbow, pe coasta de vest a Angliei, undeva la mijlocul secolului al 18-lea. Îl plătește pe Jim Hawkins, fiul hangiului, să pândească sosirea unui marinar cu un picior, de care Căpitanul pare să se teamă. Câteva luni mai târziu, Billy Bones este vizitat de alt matelot, poreclit Câinele Negru, și cei doi au o altercație violentă, în urma căreia Căpitanul suferă un accident vascular. De pe patul său de suferință, lupul de mare îi mărturisește lui Jim Hawkins că foștii lui tovarăși îi râvnesc cufărul. După vizita unui cerșetor orb pe nume Pew, care-i aduce lui Billy Bones ”semnul negru”, un avertisment între pirați, Bones suferă un al doilea atac cerebral și moare. Jim și mama lui descuie cufărul și găsesc niște bani, un jurnal și o hartă. Doctorul David Livesey deduce că e vorba de harta insulei pe care faimosul pirat Căpitanul Flint și-a îngropat comoara înainte de a muri. Nobilul din partea locului, John Trelawney, propune să cumpere o navă și să plece în căutarea comorii, luându-l pe Livesey ca doctor și pe Jim pe post de mus.
Câteva săptămâni mai târziu, la Bristol, Trelawney a cumpărat o goeletă numită Hispaniola, l-a angajat pe căpitanul Alexander Smollett și a încropit un echipaj, cu ajutorul unui marinar cu un picior, ”Long John” Silver, care va fi și bucătarul navei. Smollett își exprimă neîncrederea în marinarii angajați și nemulțumirea față de scopul expediției, precum și față de naivitatea cu care Trelawney a povestit tuturor despre comoară. Nava pornește la drum spre Marea Caraibelor. Cu puțin timp înainte de a ajunge la insulă, Jim Hawkins, ascuns într-un butoi cu mere, aude cum mateloții, în frunte cu Silver, fostul șef de echipaj pe nava lui Flint, pun la cale să fure comoara imediat ce va fi recuperată și să-i ucidă pe cei care nu se alătură răzmeriței. Băiatul îi avertizează pe căpitan, doctor și Trelawney, dar, socotind că ar fi de șapte oameni cinstiți împotriva a nouăsprezece pirați, decid să păstreze deocamdată tăcerea.
Imediat după ce este aruncată ancora, parte din echipaj și Silver coboară pe țărm. Jim se furișează într-o barcă și ajunge pe insulă. Doi dintre mateloții care refuză să se alăture răzmeriței sunt uciși, iar strigătul unuia dintre ei dă alarma. Fugind de pirați, Jim întâlnește un englez pe jumătate nebun, Ben Gunn, abandonat pe insulă cu trei ani în urmă. Ben îi spune băiatului că este dispus să-i ajute, contra unei părți din comoară.
Între timp, Smollett, Trelawney și Livesey, împreună cu trei dintre servitorii nobilului și unul dintre marinari, Abraham Gray, sunt nevoiți să abandoneze nava și să vină la țărm, unde ocupă o palisadă abandonată, iar Jim Hawkins li se alătură. Mateloții rămași pe Hispaniola abordează steagul piraților și trag cu tunul asupra palisadei, dar fără succes. A doua zi, Silver, devenit acum căpitan al piraților, vine să negocieze predarea hărții. Prounerea lui este respinsă de Smollett și pirații declanșează atacul asupra palisadei.
În timpul luptei, cinci dintre pirați sunt uciși și oamenii lui Silver se văd nevoiți să se retragă. De cealaltă parte, doi dintre oamenii lui Trelawney au murit, iar căpitanul Smollett a fost de asemenea grav rănit. Când doctorul pleacă în căutarea lui Ben Gunn, Jim părăsește palisada fără permisiune și sustrage luntrea lui Ben. După lăsarea întunericului, băiatul iese în larg, se apropie de Hispaniola și taie frânghiile, lăsând nava să plutească în derivă. Cei doi pirați rămași să o păzească sunt prea beți și prea ocupați să se certe ca să observe ceva. După o noapte dormită în luntre, Jim se trezește și își dă seama că Hispaniola e în continuare în derivă. Urcă pe punte, unde îl găsește pe O'Brien mort și pe Hands grav rănit. Băiatul și Hands cad de acord să lase nava să eșueze pe coasta de nord a insulei. Piratul își pierde viața încercând să-l ucidă pe Jim. Băiatul priponește corabia cum poate mai bine și, după căderea nopții, se îndreaptă spre palisadă - unde dă peste Silver și ceata lui de pirați.
Silver îi convinge pe ceillați să nu-l ucidă pe Jim și-i povestește băiatului că, atunci când toată lumea a observat dispariția corabiei, oamenii căpitanului Smollett au fost de acord să cedeze harta și palisada. Dimineața, doctorul vine să trateze pirații răniți sau bolnavi și-l avertizează pe Silver să fie cu ochii în patru atunci când vor ajunge la aur. Călăuziți de hartă, pirații pornesc în căutarea comorii, luându-l pe Jim cu ei ca ostatec. Pe drum dau peste un schelet, cu brațele orientate spre comoară, lucru care-i neliniștește cumplit. Într-un final, găsesc locul marcat pe hartă, dar pricep că cineva le-a luat-o înainte - comoara a dispărut. Pirații sunt gata să-i atace pe Silver și Jim, dar Livesey, Gray și Gunn vin în apărarea lor și trag asupra răzvrătiților. Doi dintre pirați sunt uciși, iar ceilalți trei rămași fug să se adăpostească. Doctorul Livesey dezvăluie faptul că, în cei trei ani pe insulă, Ben Gunn a găsit comoara și a dus-o în peștera sa.
În următoarele zile, eroii încarcă atât cât pot duce din comoară pe navă și pleacă, abandonându-i pe cei trei pirați pe insulă, cu provizii și muniție. La prima oprire în America Latină, Silver fură un sac de bani și fuge. Restul revin în Anglia și împart comoara. Jim spune că a mai rămas aur pe insulă, dar că nu este deloc dispus să mai facă încă o călătorie pentru a-l recupera.
Capitolele cărții
Partea întâi - Bătrânul pirat
- Capitolul I - Bătrânul lup de mare la „Amiral Benbow”
- Capitolul II - Câine Negru apare și dispare
- Capitolul III - Semnul negru
- Capitolul IV - Lada căpitanului
- Capitolul V - Sfârșitul orbului
- Capitolul VI -  Hârtiile căpitanului

Partea a doua - Bucătarul vasului
- Capitolul VII - Plec la Bristol
- Capitolul VIII - Firma „La Ochean”
- Capitolul IX - Pulbere și arme
- Capitolul X - Călătorie
- Capitolul XI - Ce-am auzit din butoiul cu mere
- Capitolul XII - Sfat de război

Partea a treia - Aventura mea pe insulă
- Capitolul XIII - Cum mi-am început aventura pe insulă
- Capitolul XIV - Prima lovitură
- Capitolul XV - Omul din insulă

Partea a patra - Întăritura
- Capitolul XVI - Doctorul povestește cum a fost părăsit vasul
- Capitolul XVII - Urmarea povestirii doctorului, ultimul drum al bărcii
- Capitolul XVIII - Urmarea povestirii doctorului, sfârșitul primei zile de luptă
- Capitolul XIX - Jim Hawkins reia povestirea. Garnizoana din întăritură
- Capitolul XX - Solia lui Silver
- Capitolul XXI - Atacul

Partea a cincea - Aventura mea pe mare
- Capitolul XXII - Cum a început aventura mea pe mare

- Capitolul XXIII - Refluxul
- Capitolul XXIV - Călătoria cu ciobaca
- Capitolul XXV - Am dat jos stindardul piraților
- Capitolul XXVI - Israel Hands
- Capitolul XXVII - „Condores”

Partea a șasea - Căpitanul Silver
- Capitolul XXVIII - În tabăra dușmanilor
- Capitolul XXIX - Iarăși însemnul negru
- Capitolul XXX - Pe cuvânt de cinste
- Capitolul XXXI - Goana după comoară. Indicațiile lui Flint
- Capitolul XXXII - Goana după comoară. Glasul din pădure
- Capitolul XXXIII - Prăbușirea unei căpetenii
- Capitolul XXXIV - ... și cel din urmă[4]

## Personaje

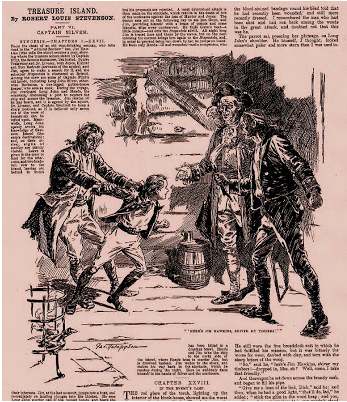
Ilustrație din 1894

### Personaje principale
- Jim Hawkins: băiatul care găsește harta; el este protagonistul acțiunii și în același timp naratorul. Părinții lui sunt proprietarii hanului "The Admiral Benbow."
- Billy Bones: unul dintre vechii tovarăși ai Căpitanului Flint. Moare în urma primirii peticului negru.
- Squire Trelawney: un trăgător de profesie. Fiind naiv îl lasă pe Joh Silver să aleagă singur echipajul. Are multă experiență în maritimă iar temperamentul său este calm.
- Dr. Livesey: un doctor, magistrat și prieten cu Trelawney.
- Căpitanul Alexander Smollett: încăpățânat dar loial, căpitanul goeletei Hispaniola.
- Long John Silver: indendentul căpitanului Flint și mai târziu, liderul goeletei Hispaniola. Prin faptele sale se dovedește a fi un om inteligent, manipulativ și care poate câștiga încrederea persoanelor foarte ușor.
- Israel Hands: timonierul și tunarul Căpitanului Flint; încearcă să îl ucidă pe Jim Hawkins dar este împușcat. Numele lui este inspirat din viața adevăratului pirat Israel Hands.
- Ben Gunn: este un naufragiat și un vechi pirat. El reușește să ia comoara înaintea celorlalți.
- Pew: un orb, în tovărășie cu John Silver, Black Dog și ceilalți pirați. El este mesagerul care îi înmânează lui Billy Bones peticul negru.
- Căpitanul Flint: un pirat cu o reputație mare care a murit în Savannah din cauza romului.; de asemenea numele papagalului lui Long John.

### Personaje secundare
- Domnul și doamna Hawkins: părinții lui Jim Hawkins care sunt prezentați la începutul romanului.
- Black Dog: unul dintre compatrioții lui Pew care l-a atacat pe Billy Bones și care se afla în taverna lui John Silver în momentul vizitei lui Jim Hawkins.
- Tom Redruth: Paznicul de vânătoare al lui Squire Trelawney care sfârșește prin a fi împușcat înainte de atacul de la palisadă.
- Richard Joyce: Unul din servitorii lui Squire Trelawney, îl însoțește pe acesta pe insulă, dar este împușcat în cap mai târziu de un rebel în timpul atacului de la palisadă.
- John Hunter: Un alt servitor aparținând lui Squire Trelawney, care este bătut și rămâne inconștient. Moare mai târziu din cauza leziunilor grave.
- Abraham Gray: Un marinar de pe Hispaniola. El este încântat de rebeliune, dar trece din nou de cealaltă parte la cererea Căpitanului Smolett. Participă la atacul de la palisadă unde se dovedește de mare ajutor. Scapă mai târziu alături de ceilalți. Își folosește o parte din banii primiți pentru a se căsătorii și pentru a deveni coproprietarul unei nave de călătorie.
- Job Anderson: Șeful echipakului și unul dintre liderii rebeliunii care este ucis în timpul unui raid.
- John: un rebel care este rănit în timpul unui atac dar sfârșește prin a fi ucis.
- O'Brien: Un rebel care supraviețuiește atacului de la adăpostul pentru bărci și scapă, dar este ucis mai târziu de către Israel Hands într-o luptă de pe Hispaniola.
- Dik: Un rebel care are o Biblie, folosită pentru a crea peticul negru. Dik sfârșește prin a rămâne pe insulă.
- Mr. Arrow: Unul dintre marinarii care încalcă multe reguli. Dispare de la bordul navei înainte de a ajunge pe insulă.
- Tom: Unul dintre marinari care își dau seama că au făcut o greșeală luând parte la revoltă. Încearcă să se depărteze de John Silver dar este ucis.
- Alan: Un marinar care nu ia parte la revoltă de aceea fiind ucis.
- Tom Morgan: Unul dintre vechii pirați ai Căpitanului Flint care sfârșește prin a fi lăsat pe insulă.
- În plus, există personaje minore ale căror nume nu sunt relevate. Câțiva dintre aceștia ar fi cei patru pirați uciși în timpul atacului de la palisadă.

## Adaptări

### Filme și seriale

#### Filme
- 1920 - Treasure Island - Prima versiune ecranizată a romanului având în rolul principal pe Shirley Mason.
- 1934 - Treasure Island - Prima versiune ecranizată a romanului având coloană sonoră, având în rolurile principale pe Jackie Cooper și Wallace Beery.
- 1937 - Comoara din insulă (Остров сокровищ)- O adaptare sovietică în care a jucat Osip Abdulov, Nikolai Cerkasov și Nikita Bogoslovski.
- 1950 - Treasure Island - Având în rolurile principale pe Bobbz Driscoll și Robert Newton.
- 1971 - Treasure Island - Un film lituanian, având în rolurile principale pe Boris Andreiev, cu un scor de Alexei Rîbnikov.
- 1971 - Treasure Island - Un film anime al cărui director fiind Hiroshi Ikeda și scris de Takeshi Iijima și Hiroshi Ikeda. Povestea a fost consultată de faimosul animator Hayao Myizaki. Numeroase caractere umane au fost înlocuite cu animale.
- 1972 - Treasure Island - Având în rolurile principale pe Orson Welles.
- 1986 - Comoara din insulă (L'Île au trésor), regia Raúl Ruiz
- 1987 - Treasure Island - L’isola de tesoro, având pe Anthony Quinn în rolul lui John Silver.
- 1988 - Treasure Island - Un film animat
- 1990 - Treasure Island - Având în rolul principal pe Charlton Heston.
- 1996 - Muppet Treasure Island.
- 1999 - Treasure Island - Având în rolurile principale pe Kevin Zegers și Jack Palance.
- 2002 - Treasure Planet - O versiune Disney animată care se petrece în spațiu. John Silver este un cyborg iar celelalte, înafară de Jim și familia lui sunt extratereștrii.
- 2006 - Pirates of Treasure Island
- 2007 - Die Schatzinsel

#### Seriale
- 1955 - The Adventures of John Silver - având 26 de episoade iar personajul John Silver fiind jucat de Robert Newton.
- 1964 - Mr. Magoo‘s Treasure Island - format din două părți.
- 1968 - Treasure Island - Având nouă episoade a câte 25 de minute fiecare.
- 1982 - Treasure Island - Având 3 episoade, John Silver fiind jucat de Oleg Borisov.
- 1993 - The Legends of Treasure Island - O seria animată având animale ca și personaje principale.

## Ediții în limba română
1. Comoara din insulă (în original, Treasure Island), În românește de Brunea-Fox, Editura Tineretului, col. Aventura, București, 1966; ediția a III-a.
2. Comoara din insulă (în original, Treasure Island), În românește de Brunea-Fox, Editura Ion Creangă, București, 1983;
3. Comoara din insulă, Editura Gramar, 2002, 2005;
4. Comoara din insulă, Editura Herra, 2003;
5. Comoara din insulă, În românește de Brunea-Fox, Editura Niculescu, 2005 ISBN 978-973-568-715-1